# 豊里村 (三重県)
豊里村（とよさとむら）はかつて三重県安芸郡に存在した村である。

## 歴史
- 1957年（昭和32年）1月15日 - 安芸郡大里村・高野尾村が新設合併して豊里村が発足。
- 1973年（昭和48年）2月1日 - 津市に編入。同日豊里村廃止。

## 交通

### 鉄道路線
- 日本国有鉄道
  - 紀勢本線
    - 一身田駅

## 地名
- 窪田
- 川北
- 小野田
- 高野尾
  - 新出
  - 星
  - 中町
- 野田
- 睦合
- 山室
- 山田井

## 施設
窪田地区・高野尾地区には小学校がある。郵便局の集配は川北地区・小野田地区・野田地区・睦合地区・山室地区は一身田郵便局で、高野尾地区は椋本郵便局。高野尾地区には他に旧豊里村役場と郵便局がある。